# Poecilotheria regalis

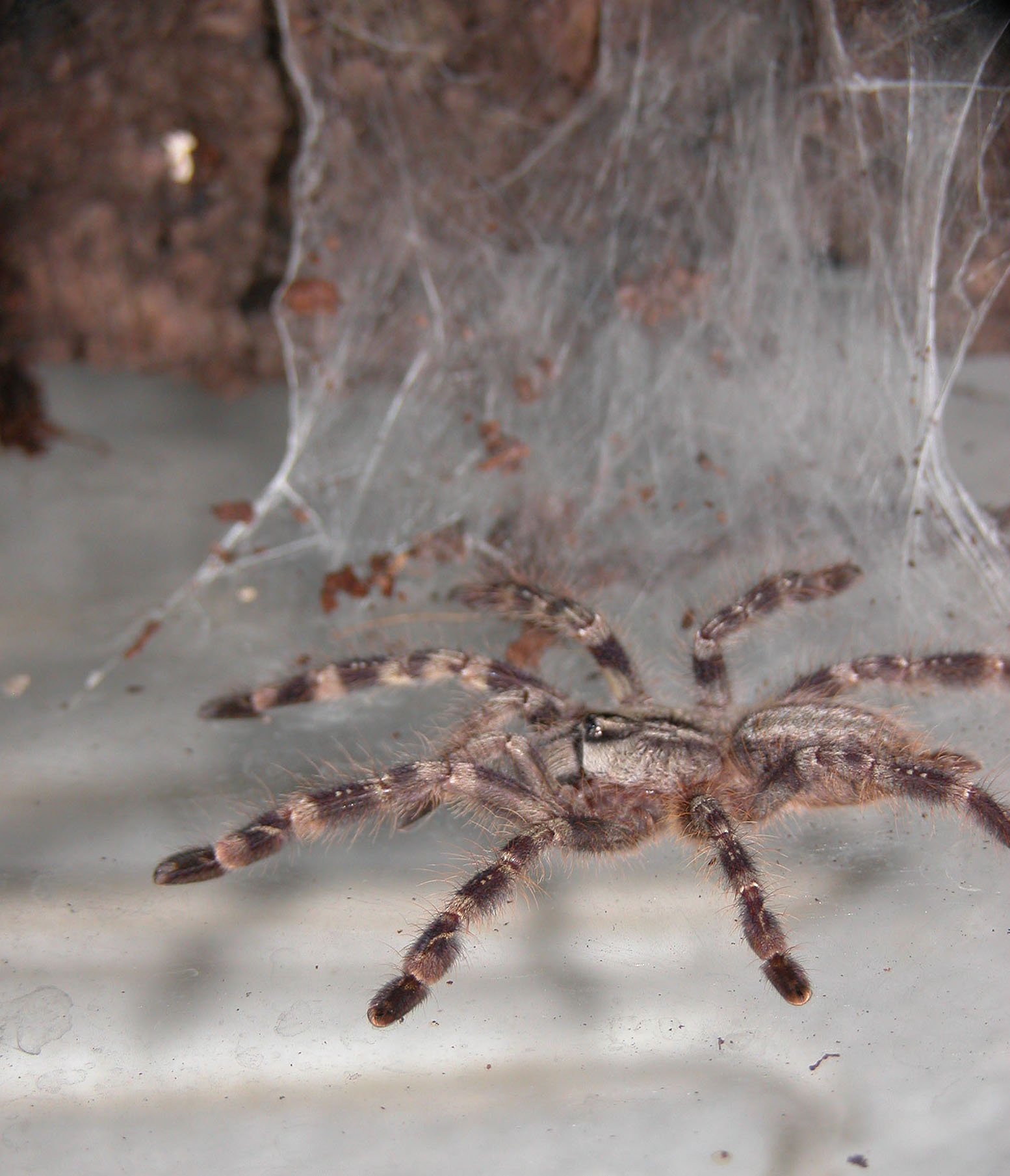
Poecilotheria regalis

Poecilotheria regalis sau păianjenul tigru este un păianjen de talie mare care face parte din familia tarantulelor (Theraphosidae). El trăiește în copacii din regiunile Indiei de sud și insula Sri Lanka. Poecilotheria poate fi întâlnit aici în pădurile virgine sau de pe plantațiile de tec (Tectona grandis). În ultimul timp este cresccut și ca păianjen ornamental în terarii.

## Aspect morfologic
Pe partea ventrală păianjenul este de culoare cenușie și are un desen asemănător cu o frunză de stejar, desenul de la femelă fiind puțin diferit față de cel de la mascul. Picioarele (tarsul) sunt vărgate, cu dungi alternative de un cenușiu deschis și negru. Femelele pot atinge o talie corporală de 6 cm, iar dacă luăm în considerare și picioarele pot atinge 17 cm. Masculii sunt ceva mai mici având dimensiuni corporale între 5 și 15 cm. Ca vârstă femelele pot trăi în captivitate 12 ani pe când masculii ating maturitatea sexuală la 12 - 18 luni și trăiesc 2 - 3 ani.

## Mod de viață
Păianjenii din această familie sunt veninoși și duc o viață arboricolă, ascunzându-se în crăpăturile sau scorburile copacilor. Masculii care în căutarea de femele migrează mai mult, crăpăturile le folosesc numai ca loc de odihnă. Modul de activitate al păianjenilor depinde de anotimpul cald ploios sau cel rece secetos. Păianjenul tigru este activ noaptea, el are la piciore receptori senzitivi cu care sesizează prada, care constă de regulă din insecte. Exemplarele mari pot consuma reptile mici și șoareci, biologul englez Reginald Innes Pocock descrie în 1883 că a observat un păianjen tigru care omorâse un șobolan.
Păianjenii sunt moderat agresivi, dacă sunt deranjați se retrag în adăpost, numai dacă este iritat des atacă agresorul. Din familia tarantulelor, veninul lor este cel mai toxic, la om cauzează dureri locale, inflamare cu înroșirea regiunii, crampe musculare, simptome care pot dura o zi. Persoana afectată trebuie să consulte neapărat un medic, pericol mai mare amenință persoanele alergice.